# Chrudim (berg)
Chrudim är ett berg i Tjeckien.   Det ligger i regionen Karlovy Vary, i den västra delen av landet, 120 km väster om huvudstaden Prag. Toppen på Chrudim är 838 meter över havet.
Terrängen runt Chrudim är kuperad österut, men västerut är den platt.Runt Chrudim är det glesbefolkat, med 9 invånare per kvadratkilometer. Närmaste större samhälle är Karlovy Vary, 14,6 km nordost om Chrudim. I omgivningarna runt Chrudim växer i huvudsak blandskog.